# U-17-Fußball-Ozeanienmeisterschaft 2011
Die 14. U-17-Fußball-Ozeanienmeisterschaft wurde 2011 in Albany, Neuseeland, ausgetragen. Das Turnier begann am 8. Januar und endete am 19. Januar 2011. Sieger wurde Neuseeland und qualifizierte sich dadurch für die U-17-Fußball-Weltmeisterschaft 2011.

## Modus
Die zehn Mannschaften spielten in zwei Gruppen eine Einfachrunde. Die Erstplatzierten jeder Gruppe erreichten das Finale, die Zweitplatzierten das Spiel um den dritten Platz.

## Gruppe A
| Pl. | Verein             | Sp. | S | U | N | Tore    | Diff. | Punkte |
| --- | ------------------ | --- | - | - | - | ------- | ----- | ------ |
| 1.  | Neuseeland         | 4   | 4 | 0 | 0 | 013:100 | +12   | 12     |
| 2.  | Vanuatu            | 4   | 3 | 0 | 1 | 013:500 | +8    | 09     |
| 3.  | Papua-Neuguinea    | 4   | 2 | 0 | 2 | 004:700 | −3    | 06     |
| 4.  | Fidschi            | 4   | 1 | 0 | 3 | 010:600 | +4    | 03     |
| 5.  | Amerikanisch-Samoa | 4   | 0 | 0 | 4 | 001:220 | −21   | 0      |

## Gruppe B
| Pl. | Verein        | Sp. | S | U | N | Tore    | Diff. | Punkte |
| --- | ------------- | --- | - | - | - | ------- | ----- | ------ |
| 1.  | Tahiti        | 4   | 4 | 0 | 0 | 014:200 | +12   | 12     |
| 2.  | Salomonen     | 4   | 3 | 0 | 1 | 022:400 | +18   | 09     |
| 3.  | Neukaledonien | 4   | 2 | 0 | 2 | 027:600 | +21   | 06     |
| 4.  | Cookinseln    | 4   | 1 | 0 | 3 | 008:150 | −7    | 03     |
| 5.  | Tonga         | 4   | 0 | 0 | 4 | 002:460 | −44   | 0      |

## Spiel um den dritten Platz
|         | Ergebnis |           |
| ------- | -------- | --------- |
| Vanuatu | 0:2      | Salomonen |

## Finale
|            | Ergebnis |        |
| ---------- | -------- | ------ |
| Neuseeland | 2:0      | Tahiti |